# Асмолов, Владимир Григорьевич
Влади́мир Григо́рьевич Асмо́лов (род. 10 апреля 1946, Москва, СССР) — советский и российский теплофизик и государственный деятель, специалист по безопасности атомной энергетики, исследованиям тяжёлых аварий на АЭС, теплофизических свойств веществ, теплогидравлике и теплообмену в ядерных энергетических установках. Участник ликвидации последствий аварии на чернобыльской АЭС, научный руководитель проекта «Укрытие», один из авторов доклада Консультативного комитета по вопросам ядерной безопасности МАГАТЭ. Доктор технических наук, профессор.

## Биография
Родился 10 апреля 1946 года в Москве.
В 1970 году окончил Московский энергетический институт по специальности «инженер-теплофизик».
В 1970—1992 годах — инженер, старший инженер, начальник группы, начальник лаборатории и начальник отдела Института атомной энергии имени И. В. Курчатова.
В 1992—1994 годах — директор Института проблем безопасного использования ядерной энергии Российского научного центра «Курчатовский институт».
В 1994—2003 годах — директор Курчатовского института по научному развитию, а 2004—2006 годах — там же директор-координатор.
В 2003—2004 годах — заместитель министра по атомной энергии Российской Федерации.
С марта 2006 года — первый заместитель генерального директора — директор по научно-технической политике, а с апреля 2006 по 2008 год — заместитель генерального директора — директор по научно-технической политике ФГУП концерн «Росэнергоатом». С 2009 года — первый заместитель генерального директора ОАО «Концерн Росэнергоатом». Советник генерального директора государственной корпорации «Росатом».
Председатель НТС № 1 Федерального агентства по атомной энергии.
Главный редактор журнала «Росэнергоатом».
Член редакционной коллегии научных журналов «Теплофизика высоких температур», Nuclear Engineering and Design.
Член диссертационных советов Курчатовского института и Московского энергетического института.
Член Правления Ядерного общества России.
Член группы международных советников при Генеральном директоре МАГАТЭ (INSAG).

## Семья
Отец — Григорий Львович Асмолов (настоящая фамилия — Асмоловский; 1907—1984), в 1926—1928 годах служил на Черноморском флоте, где являлся главным старшиной кормового орудия крейсера «Червона Украина», заслуженный энергетик СССР. Мать — Мария Самойловна Асмолова (урождённая Йогман, 1909—1983), уроженка Двинска, в 1920 годах была секретарём Харьковского городского комитета ВЛКСМ. Старшие сёстры — Наталья Григорьевна Асмолова-Тендрякова (род. 1933) и Надежда Григорьевна Асмолова (род. 1942). Младший брат — психолог и политик Александр Асмолов. Муж старшей сестры — писатель Владимир Тендряков. Жена — Надежда Дмитриевна Асмолова (урождённая Панина) — дочь живописца Дмитрия Родионовича Панина.

## Награды
- Орден Мужества (2000) — за участие в ликвидации последствий аварии на чернобыльской АЭС[2].
- Орден Почёта (2009)[6]
- Орден Александра Невского (2021)[источник не указан 666 дней]
- Государственная премия Российской Федерации в области науки и технологий (11 июня 2024) — за цикл фундаментальных и прикладных научно-исследовательских, опытно-конструкторских и опытно-технологических работ, которые внесли выдающийся вклад в разработку научно-технических основ, обоснование и реализацию стратегии двухкомпонентного развития ядерной энергетики Российской Федерации[7]

## Научные труды

### Монографии
- Бараненко В. И., Асмолов В. Г., Киров В. С. Термодинамика и теплообмен в ЯЭУ с газонасыщенным теплоносителем. — М. : Энергоатомиздат, 1993. — 273 с. ISBN 5-283-03846-7
- Атомная энергетика : оценки прошлого, реалии настоящего, ожидания будущего / В. Г. Асмолов и др. — М. : ИздАТ, 2004. — 165 с. ISBN 5-86656-158-1
- Kryuchkov V. P., Kochetkov O. A., Tsovijanov A. G. Mitigation of accident consequences at Chernobyl NPP: radiation and dosimetry issues / ed. by V. G. Asmolov a. O. A. Kochetkov. — M.: IzdAT, 2012. — 208 с. ISBN 978-5-8493-0231-7
- Асмолов В. Г., Абалин С. С., Бешта С. В. и др. РАСПЛАВ. Удержание расплавленных материалов активной зоны водоохлаждаемых реакторов [проекты Агентства по ядерной энергии Организации экономического сотрудничества и развития (OECD NEA) RASPLAV и MASCA (1994—2006)] / под ред. В. Г. Асмолова, А. Ю. Румянцева, В. Ф. Стрижова. — М.: Концерн Росэнергоатом, 2018. — 576 с. ISBN 978-5-88777-062-8

### Учебные пособия
- Асмолов В. Г., Блинков В. Н., Парфёнов Ю. В. Основы обеспечения безопасности атомных электростанций. Лабораторный практикум : учебное пособие по курсу «Основы обеспечения безопасности атомных электростанций» для студентов, обучающихся по специальности «Атомные электростанции и установки» направления «Техническая физика» / М-во образования и науки Российской Федерации, Федеральное агентство по образованию, Московский энергетический ин-т (технический ун-т). — М.: МЭИ, 2009. — 70 с. ISBN 978-5-383-00427-2
- Асмолов В. Г., Блинков В. Н., Ковалевич О. М. Основы обеспечения безопасности АЭС: учебное пособие для студентов высших учебных заведений, обучающихся по профилю 140404 «Атомные электрические станции и установки» направления подготовки дипломированных специалистов 140400 «Техническая физика» / М-во образования и науки Российской Федерации, Московский энергетический ин-т (технический ун-т). — М.: Изд. дом МЭИ, 2010. — 93 с. ISBN 978-5-383-00516-3
- Асмолов В. Г., Блинков В. Н., Черников О. Г. Основы обеспечения безопасности АЭС: учебное пособие для студентов вузов, обучающихся по направлению подготовки «Ядерная энергетика и теплофизика» / ; М-во образования и науки Российской Федерации, Нац. исследовательский ун-т «МЭИ». — М.: Изд-во МЭИ, 2014. — 151 с. ISBN 978-5-7046-1542-2

### Статьи
- Adamov E. O., Asmolov V. G., Vasilevskii V. P. Increase the safety of RBMK nuclear power plants // Soviet Atomic Energy. 1987. Т. 62. № 4. С. 219.
- Асмолов В. Г., Боровой А. А., Демин В. Ф., Калугин А. К., Кузьмин И. И., Кулаков В. М., Легасов В. А., Лунин Г. Л., Пономарев-Степной Н. Н., Проценко А. Н., Сухоручкин В. К., Хрулев А. А., Шах О. Я., Адамов Е. О., Подлазов Л. Н., Черкашов Ю. М., Абагян А. А., Дмитриев В. М., Шкурпелов А. А., Ильин Л. А. и др. Авария на Чернобыльской АЭС: год спустя // Атомная энергия. 1988. Т. 64. № 1. С. 3-23.
- Asmolov V. G., Yelkin I. V., Kobzar L. L. Effect of gas dissolved in the water on heat transfer coefficients nuclear reactors // Heat Transfer — Soviet Research. 1989. Vol. 21. № 6. P. 810—819.
- Asmolov V. G., Shakh O. Y., Shashkov M. G. Problem of severe accidents for the new generation of nuclear power plants: concept, method, sequence of steps // Атомная энергия. 1993. Т. 74. № 4. С. 302—307.
- Asmolov V. G. Results of investigations of severe accidents involving water-cooled reactors // Атомная энергия. 1994. Т. 76. № 4. С. 282—302. doi:10.1007/BF02422954
- Ria R., Asmolov V., Yegorova L. The research program: motivation, definition, execution, and results // Nuclear Safety. 1996. Т. 37. № 4. С. 343—371.
- Asmolov V. G. Development of the methodology and approaches to validate safety and accident management // Nuclear Engineering and Design. 1997. Т. 173. № 1-3. С. 229—237. doi:10.1016/S0029-5493(97)00100-3
- Asmolov V. G., Abalin S. S., Degaltsev Y. A., Shakh O. Y., Dyakov E. K., Strizhov V. F. Behavior of a core melt pool on the floor of the reactor vessel (Rasplav project) // Atomic Energy. 1998. Т. 84. № 4. С. 303—318. doi:10.1007/BF02415231
- Asmolov Vladimir, Miller Alex, Kollath Klaus, Tuomisto Harri. Core-melts at Kurchatov // Nuclear Engineering International. 1999. Т. 44. № 543. С. 33-34.
- Abalin S. S., Asmolov V. G., Merzlyakov A.V., Daragan V.D., D’yakov E.K., Vishnevsky V.Yu. Corium kinematic viscosity measurement // Nuclear Engineering and Design. 2000. Т. 200. № 1. С. 107—115. doi:10.1016/S0029-5493(00)00238-7
- Asmolov V. G., Ponomarev-Stepnoy N. N., Strizhov V., Sehgal B. R. Challenges left in the area of in-vessel melt retention // Nuclear Engineering and Design. 2001. Т. 209. № 1-3. С. 87-96. doi:10.1016/S0029-5493(01)00391-0
- Кухтевич И. В., Безлепкин В. В., Грановский В. С., Хабенский В. Б., Асмолов В. Г., Бешта С. В., Сидоров А. С., Беркович В. М., Стрижов В. Ф., Хуа Минчан, Рогов М. Ф., Новак В. П. Концепция локализации расплава кориума на внекорпусной ста-дии запроектной аварии АЭС с ВВЭР-1000 // Теплоэнергетика. 2001. № 9. С. 2-7.
- Asmolov V. G., Zagryazkin V. N., Isaev I. F. Choice of the sacrificial material (SM) for the catcher of the WWER-1000 reactor corium // Атомная энергия. 2002. Т. 92. № 1. С. 7-18.
- Асмолов В. Г., Загрязкин В. Н., Астахова Е. В., Вишневский В. Ю., Дьяков Е. К., Котов А. Ю., Репников В. М. Плотность UO2-ZrO2-расплавов // Теплофизика высоких температур. 2003. Т. 41. № 5. С. 714—719.
- Асмолов В. Г., Сидоренко В. А. Безопасность ядерной энергетики: настоящее и гарантии на будущее // Атомная энергия. 2004. Т. 96. № 1. С. 3-23.
- Асмолов В. Г., Загрязкин В. Н., Астахова Е. В., Вишневский В. Ю., Дьяков Е. К. О существовании области несмешиваемости в системе U-Zr-O // Теплофизика высоких температур. 2004. Т. 42. № 2. С. 247—255.
- Асмолов В. Г., Зродников А. В., Солонин М. И. Инновационное развитие атомной энергетики // Атомная энергия. 2007. Т. 103. № 3. С. 147—155.
- Асмолов В. Г., Сулацкий А. А., Бешта С. В., Грановский В. С., Хабенский В. Б., Крушинов Е. В., Витоль С. А., Альмяшев В. И., Гусаров В. В., Стрижов В. Ф. Взаимодействие расплава активной зоны ядерного реактора с оксидным жертвенным материалом устройства локализации для АЭС с ВВЭР // Теплофизика высоких температур. 2007. Т. 45. № 1. С. 28-37.
- Асмолов В. Г., Загрязкин В. Н., Цуриков Д. Ф. Термодинамика U-Zr-Fe-O-расплавов // Теплофизика высоких температур. 2007. Т. 45. № 3. С. 347—354.
- Асмолов В. Г., Загрязкин В. Н., Цуриков Д. Ф., Дегальцев Ю. Г., Вишневский В. Ю., Дьяков Е. К., Котов А. Ю., Репников В. М. Исследование взаимодействия оксидного расплава и стали в корпусе ВВЭР-1000 при тяжелой аварии // Атомная энергия. 2008. Т. 104. № 4. С. 208—211.
- Асмолов В. Г., Загрязкин В. Н., Цуриков Д. Ф., Углов B. C., Вишневский В. Ю., Дьяков Е. К., Котов А. Ю., Репников В. М. Исследование распределения продуктов деления между металлической и оксидной фазами расплава в корпусе ВВЭР-1000 при тяжёлой аварии // Атомная энергия. 2008. Т. 105. № 1. С. 3-7.
- Асмолов В. Г., Загрязкин В. Н., Цуриков Д. Ф., Вишневский В. Ю., Дьяков Е. К., Котов А. Ю., Репников В. М. Исследование влияния В[4]С на взаимодействие оксидного расплава и стали в корпусе ВВЭР-1000 при тяжелой аварии // Атомная энергия. 2008. Т. 105. № 2. С. 63-67.
- Асмолов В. Г., Загрязкин В. Н., Цуриков Д. Ф. Оценка плотности U-Zr-Fe-O-расплавов // Теплофизика высоких температур. 2008. Т. 46. № 4. С. 635—638.
- Асмолов В. Г. Выбор приоритетов и оптимальной стратегии развития атомной энергетики России // Теплоэнергетика. 2009. № 5. С. 2-6.
- Асмолов В. Г., Загрязкин В. Н., Цуриков Д. Ф., Вишневский В. Ю., Дьяков Е. К., Котов А. Ю., Репников В. М. Основные результаты исследования взаимодействия расплава кориума и стали в корпусе реактора типа ВВЭР-1000 проекте МАСКА // Вопросы атомной науки и техники. Серия: Физика ядерных реакторов. 2009. № 4. С. 3-25.
- Асмолов В. Г., Семченков Ю. М., Сидоренко В. А. К 30-летию пуска ВВЭР-1000 // Атомная энергия. 2010. Т. 108. № 5. С. 267—277.
- Асмолов В. Г. Эффективность, безопасность, ответственность АЭС // Электрические станции. 2010. № 1. С. 28-35.
- Asmolov V. G., Zagryazkin V. N., Tsurikov D. F., Vishnevsky V. Y., D’yakov Y. K., Kotov A. Y., Repnikov V. M. Main results of study on the interaction between the corium melt and steel in the VVER-1000 reactor vessel during a severe accident performed under the MASCA project // Physics of Atomic Nuclei. 2010. Т. 73. № 14. С. 2301—2318. doi:10.1134/S1063778810140085
- Сидоренко В. А., Асмолов В. Г., Семченков Ю. М. ВВЭР: задание на завтра. Облик АЭС с легководными энергетическими реакторами. следующего поколения. // Росэнергоатом. 2010. № 6. С. 3.
- Алексеев П. Н., Асмолов В. Г., Гагаринский А. Ю., Кухаркин Н. Е., Семченков Ю. М., Сидоренко В. А., Субботин С. А., Цибульский В. Ф., Штромбах Я. И. О стратегии ядерной энергетики России до 2050 года // Атомная энергия. 2011. Т. 111. № 4. С. 183—196.
- Алонсо А., Асмолов В., Биркхофер А. Никогда больше: Предложения по достижению важнейшей цели ядерной безопасности // Индекс безопасности. 2011. Т. 17. № 3 (98). С. 99-109.
- Alekseev P. N., Asmolov V. G., Gagarinskii A. Y., Kukharkin N. E., Semchenkov Y. M., Sidorenko V. A., Subbotin S. A., Tsibulskii V. F., Shtrombakh Y. I. On a nuclear power strategy of Russia to 2050 // Atomic Energy. 2012. Т. 111. № 4. С. 239—251.
- Asmolov V. A lot of work ahead // Nuclear Plant Journal. 2012. Т. 30. № 4. С. 26-31.
- Асмолов В. Г., Блинков В. Н., Мелихов В. И., Мелихов О. И., Неровнов А. А., Парфенов Ю. В. Сравнение двух подходов для расчета силового взаимодействия двухфазного потока с трубным пучком // Известия высших учебных заведений. Ядерная энергетика. 2012. № 3. С. 102.
- Асмолов В. Г., Селезнёв В. Е., Алёшин В. В., Прялов С. Н. Об одной модели работы спринклерной системы при авариях на атомных электростанциях // Известия Российской академии наук. Энергетика. 2012. № 1. С. 78-98.
- Асмолов В. Г., Смирнов В. П., Лещенко А. Ю., Кузьмин И. В., Покровский А. С., Кобылянский Г. П., Харьков Д. В. Поведение сплава Э125 при высокотемпературном окислении // Известия высших учебных заведений. Ядерная энергетика. 2013. № 3. С. 52-61.
- Асмолов В. Г., Сидоренко В. А., Хамаза А. А. Точки зрения на проблему детерминистического подхода к обеспечению ядерной безопасности // Стандарты и качество. 2013. № 1. С. 51-53.
- Асмолов В. Г., Алёшин В. В., Селезнёв В. Е. Некоторые аспекты численного анализа сложного нелинейного напряженно-деформированного состояния железобетонных конструкций АЭС при действии сейсмических нагрузок // Известия Российской академии наук. Энергетика. 2013. № 1. С. 116—129.
- Асмолов В. Г., Блинков В. Н., Мелихов В. И., Мелихов О. И., Парфенов Ю. В., Емельянов Д. А., Киселев А. Е., Долганов К. С. Современное состояние и тенденции развития системных теплогидравлических кодов за рубежом // Теплофизика высоких температур. 2014. Т. 52. № 1. С. 105.
- Асмолов В. Г., Поваров В. П., Витковский С. Л., Беркович В. Я., Четвериков А. Е., Мозуль И. А., Семченков Ю. М., Суслов А. И. Концепции продления срока эксплуатации энергоблоков c ВВЭР-440 Нововоронежской АЭС // Теплоэнергетика. 2014. № 2. С. 16.
- Асмолов В. Г., Поваров В. П., Витковский С. Л., Беркович В. Я., Четвериков А. Е., Мозуль И. А., Семченков Ю. М., Суслов А. И. Поправка к статье «Концепция продления срока эксплуатации энергоблоков с ВВЭР-440 Нововоронежской АЭС»  // Теплоэнергетика. 2014. № 7. С. 80.
- Асмолов В. Г. Рецензия на учебник для вузов «Организация и технология строительства атомных станций» // Вестник МГСУ. 2015. № 1. С. 130—131.
- Асмолов В. Г., Гусев И. Н., Казанский В. Р., Поваров В. П., Стацура Д. Б. Головной блок нового поколения — особенности проекта ВВЭР-1200 // Известия высших учебных заведений. Ядерная энергетика. 2017. № 3. С. 5-21.

## Публицистика
- Асмолов В. Г., Козлова Е. А. «Неоконченная повесть...». — М., 2018. — 336 с. — ISBN 978-5-88777-064-2.
- Асмолов В. Г. Ящики с водкой, биороботы и голые шахтёры: 11 нестыковок в сериале «Чернобыль» // Forbes. — 03.06.2019.
- Случай на станции Фукусима. Первый заместитель гендиректора «Росэнергоатома» Владимир Асмолов прорывался на пылающую АЭС // Российская газета — Неделя № 140(5813). 21.06.2012